# Achtrup
Achtrup (tiếng Đan Mạch: Agtrup; North Frisian: Åktoorp) là một đô thị thuộc huyện Nordfriesland, bang Schleswig-Holstein, Đức.